# .XIP
.XIP 文件類似於 .ZIP 文件，可以對其進行數位簽章以確保完整性。.XIP 檔案格式 於 OS X 10.9 隨著蘋果發表 Swift 被導入。在支援的系統上，.XIP 允許在解壓縮前應用和驗證數位簽章。 打開 XIP 文件（通過雙擊）時，Archive Utility 將自動解壓縮它（但前提是數位簽章完好無損）。
Apple 保留對於使用 .XIP 文件格式的專有權利，自發佈以來已將其從公共用途中刪除。 從 macOS Sierra 開始，只有由 Apple 簽名的 .XIP 檔案能被正確的解壓縮。 曾使用 .XIP 檔案的開發人員必須轉向使用已簽章的安裝程序包或磁盤映像檔案。